# Вулиця Абано
Вулиця Абано (груз. აბანო) — вулиця в Тбілісі, проходить від вулиці Вахтанга Горгасалі. Проходить вздовж берега річки Цавкісісцкалі.

## Історія
Ймовірно появилась із побудовою перших лазень.
Отримала назву вулиця не пізніше 1841 року. Назва пов'язана з поблизу розташованими Тбіліськими сірчаними лазнями.
Найбільш відома з розташованих на вулиці лазень — Орбеліанівська (Строката), імовірно, існувала вже у XVIII столітті (перебудована у XIX столітті). 27 травня 1829 року лазню відвідав Олександр Пушкін.
Із одного боку вулиці розташований лазневий комплекс, з іншого — житлові будинки (50-70-ті роки ХІХ століття), верхні поверхи яких житлові, а перші — комерційні установи (кафе, магазини).

## Пам'ятки
буд. 2 — Королівська лазня
До вулиці примикає сквер Гейдара Алієва.